# Народный университет (Сан-Франциско)
Народный университет (англ. University of the People, UoPeople) — американский частный университет со штаб-квартирой в Пасадине, штат Калифорния. Основан предпринимателем Шаем Решефом в 2009 году. UoPeople предлагает программы бакалавриата, магистратуры и младшего специалиста. Университет аккредитован на региональном уровне Комиссией по аккредитации старших колледжей и университетов WASC (WSCUC) и на национальном уровне Комиссией по аккредитации дистанционного образования (DEAC).

## История

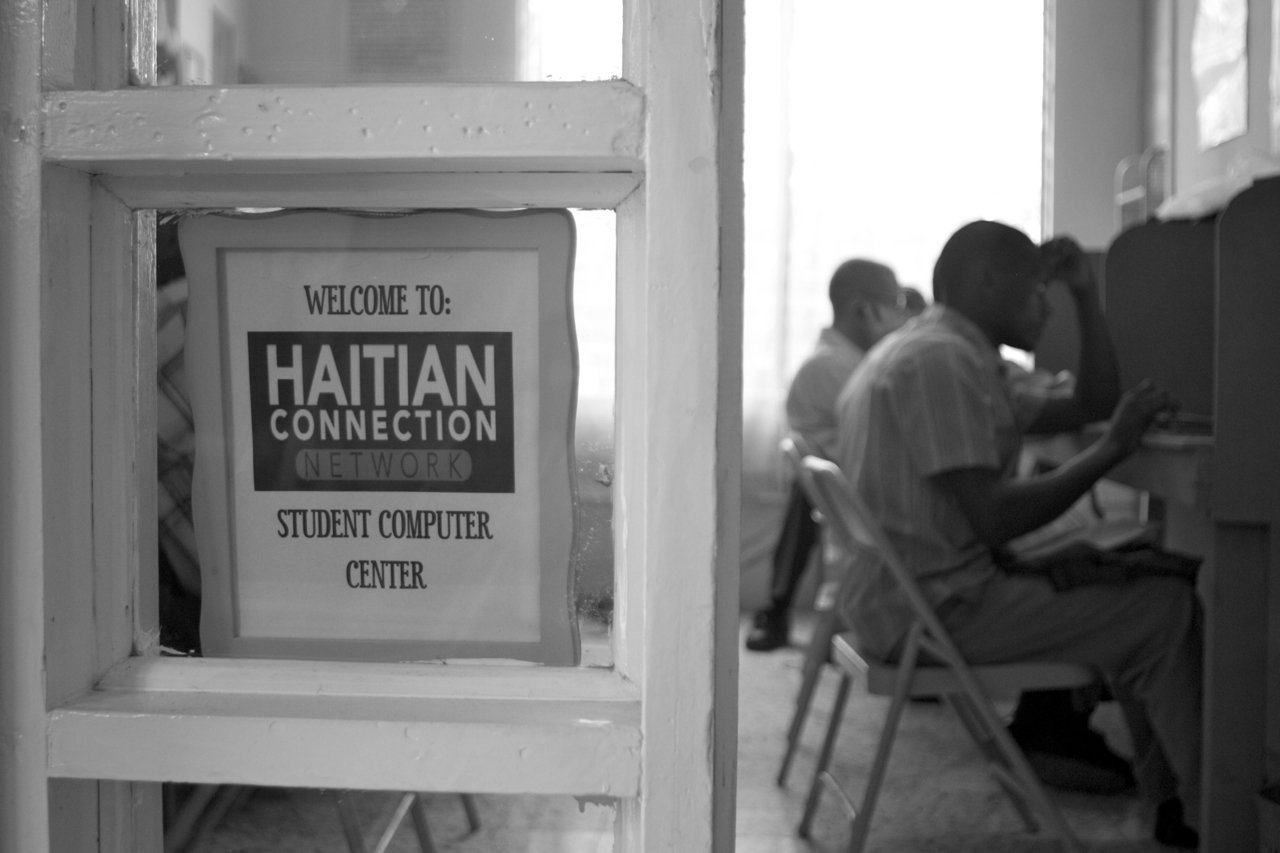
Центр Народного университета в Гаити

Израильский бизнесмен и предприниматель в сфере образования, Шай Решеф основал частное высшее учебное заведение «Народный университет» со штаб-квартирой расположенной в городе Пасадина, штат Калифорния, в январе 2009 года. Первые группы студентов приступили к обучению в сентябре 2009 года. В торжественно запущенные учебные группы вошли 177 студентов из 49 стран.
В тот же период проект «Информационное общество» Йельской школы права расширил свою программу электронного обучения заключив с Народным Университетом исследовательско-партнёрское соглашение.
19 мая 2009 года создание университета было провозглашено на заседании ООН, и в августе 2010 года в рамках «Глобальной инициативы Клинтона» состоялась презентация университета.
В ноябре 2010 года, при поддержке «Глобальной инициативы Клинтона», Народный университет обязался зачислить на бесплатное обучение 250 студентов из Гаити, прошедших предварительный конкурс.
В июне 2011 года, Народный университет достиг договорённости с Нью-Йоркским университетом о переводе наиболее способных студентов Народного университета на очную форму обучения в один из партнёрских филиалов Нью-Йоркский университет в Абу-Даби.
Также в июне 2011 года Народный университет заключил партнёрское соглашение с компанией Hewlett-Packard, результатом которого стала всемирная спонсорская поддержка обучающихся женщин. Совместно с Народным университетом компании Hewlett-Packard удалось разработать программу «Виртуальной исследовательской стажировки», предоставить доступ к спонсорской программе онлайн обучения «HP Life E-Learning», оснастить компьютерами центр дистанционного обучения в Гаити и оказать поддержку в получении аккредитации ВУЗу.
В 2011 году, благодаря выделенным грантам в размере $500 тыс. от Фонда Билла и Мелинды Гейтс, Народный университет смог подать заявление на аккредитацию.
В августе 2013 года, программа компании Microsoft «4Африка» объявила об учреждении стипендий для африканских студентов, желающих пройти обучение в Народном университете, и предоставлении им доступа к программному обеспечению и ресурсам компании Microsoft.
Аккредитационная комиссия по дистанционному образованию аккредитовала Народный университет в феврале 2014 года.
В апреле 2014 года дипломы университета получила первая группа выпускников из Иордании, Нигерии, Сирии и США.
В ноябре 2014 года Народный университет объявил о партнёрской программе с Управлением Верховного комиссара ООН по делам беженцев с целью предоставления возможности получения высшего образования беженцам и ищущим убежище лицам со всего мира.
В марте 2016 года в университете была запущена программа Магистр делового администрирования (англ. MBA).
В апреле 2016 года Народный университет установил партнёрство с Калифорнийским университетом в Беркли.
К 2016 году университет принял 5000 абитуриентов из практически 200 стран.
В 2017 году Эдинбургский университет (UE) заключил партнёрское соглашение с UoPeople, чтобы выпускники факультета медицинских наук UoPeople могли получить степень бакалавра в UE.
В 2018 году университет объявил о запуске новой программы магистратуры по педагогике (M.Ed) в сотрудничестве с Международным бакалавриатом (IB). Эта новая программа начала принимать студентов в 2019 году. В 2020 году IB начал предлагать 80 стипендий для студентов, имеющих право на получение степени магистра образования.
UoPeople на арабском языке, анонсированный на Всемирном экономическом форуме в апреле 2019 года, запущен в сентябре 2020 года.

## Форма обучения
Обучение в Народном университете осуществляется с использованием дистанционных образовательных технологий на базе платформы Moodle, посредством которой студентам предоставляются учебные материалы. Программа обучения структурирована по учебным неделям. Программа бакалавриата длится 4 года и включает в себя 39-40 курсов или 117—120 американских академических кредитов, на младшего специалиста — 2 года и 60 кредитов. Типовые виды еженедельной учебной деятельности включают: освоение теоретических материалов, выполнение письменных работ, участие в дискуссионных форумах и прохождение тестов (включая контрольные и для самопроверки). Образовательный процесс также включает проведение вебинаров и других мероприятий в реальном времени.
Итоговая аттестация по курсам предусматривает сдачу экзаменов. В целях верификации личности и контроля соблюдения академических норм часть экзаменов проводится в формате экзаменов под наблюдением (proctored экзаменов).

## Организационное и административное устройство
Университет управляется Советом директоров и Президентским советом..
Университет получил поддержку ведущих учёных при создании Президентского Совета, который в настоящее время возглавляет почётный президент Нью-Йоркского университета Джон Секстон. В совет также входят:
- Канцлер Калифорнийского университета в Беркли, Николаса Диркса[англ.]
- Директор Индийского института технологий, профессор Деванг Хахар[англ.]
- Вице-канцлер Оксфордского университета, Колин Лукас[англ.]
- Почётный президент Дизайнерской школы Род-Айленда, Роджер Мандл[англ.]
- Почётный президент Барнард-колледжа, Джудит Р. Шапиро[англ.]
- Почётный президент Университета Джорджа Вашингтона, Стефан Джоел Трахтенберг[англ.] и другие[35].

Председателем Совета директоров является глава Отдела международного бизнеса и безопасности крупнейшей адвокатской конторы в Тель-Авиве (Израиль) Goldfarb Seligman & Co. адвокат Ашок Чандрасекхар (англ. Ashok J. Chandrasekhar). В Совет также входят:
- судья Верховного суда штата Юта, Кристин Дурам[англ.]
- профессор юстиции Юридической школы[англ.] частного некоммерческого Университета Хофстра, Дэниел Гринвуд (англ. Daniel J. H. Greenwood)
- бывший председатель «Совета по стипендии Фулбрайт», Том Хили[англ.][39]
- доктор экономических наук и бывший декан французской бизнес-школы INSEAD, Гэбриэл Хауауини[англ.]
- председатель китайского медицинского конгломерата Sinocare, Джон Портер (англ. John Porter)
- президент и основатель Народного университета, Шай Решеф[англ.][40].

Деятельность университета основывается на работе более, чем 3000 волонтёров, некоторые из которых занимают различные позиции в каждом звене университета. Работа волонтёров поддерживается малым штатом оплачиваемых сотрудников.
Обучение в Народном университете сочетает в себе онлайн обучение под руководством преподавателей и пиринговое обучение, где студенты взаимодействуют друг с другом в процессе обучения. На онлайн площадке университета организованы дискуссионные форумы и интерактивные сообщества студентов, на которых обучающиеся делятся ходом выполнения заданий, полезными ресурсами, обмениваются идеями и обсуждают заданные вопросы. Научные работники, преподаватели, библиотекари, магистранты и другие профессионалы, многие из которых являются волонтёрами университета, выступают в роли как наблюдателей, так и в роли участников процесса оценки полученных знаний студентами, а также в усовершенствовании программы обучения.
Студенты Народного университета имеют доступ в электронную университетскую библиотеку, состоящую как из закрытых научных ресурсов, так и открытых для общего доступа образовательных ресурсов.

## Академические программы
Университет предлагает обучение по следующим программам и специальностям:

### Магистратура
- Магистр делового администрирования (Master of Business Administration, MBA)
- Магистр наук в области информационных технологий (Master of Science in Information Technology, MSIT)
- Магистр образования по углублённой педагогике (Master of Education in Advanced Teaching, M.Ed.)

### Бакалавриат
- Бакалавр наук в области делового администрирования (Bachelor of Science in Business Administration, BSBA)
- Бакалавр наук в области компьютерных наук (Bachelor of Science in Computer Science, BCS)
- Бакалавр наук в области здравоохранения (Bachelor of Science in Health Science, BHS)

### Степень младшего специалиста
- Младший специалист наук в области делового администрирования (Associate of Science in Business Administration, ASBA)
- Младший специалист наук в области компьютерных наук (Associate of Science in Computer Science, ACS)
- Младший специалист наук в области здравоохранения (Associate of Science in Health Science, AHS)

### Сертификационные программы
- Сертификат в области делового администрирования (Business Administration Certificate)
- Сертификат в области компьютерных наук (Computer Science Certificate)
- Сертификат в области здравоохранения (Health Science Certificate)
- Английский как второй язык (English as a Second Language, ESL)

Зачисление в университет осуществляется при наличии аттестата о среднем образовании (нотариально заверенный перевод); международного сертификата, подтверждающего должный уровень владения английским языком на уровне B2, а также документа, подтверждающего возраст абитуриента (16 лет и старше). По завершении небольшого количества базовых предметов, студенты могут приступить к специализации по избранным дисциплинам. Каждый курс, разработанный консультативным советом учёных и специалистов-практиков, состоит из индивидуальных домашних заданий и активной онлайн-дискуссии, курируемых инструктором. Студенческие группы состоят, как правило, из 20-30 студентов со всего мира.
Как единственный университет в мире, полностью основанный на принципе использования открытых образовательных ресурсов, Народный университет оснащает все свои курсы бесплатными учебниками, открыто доступными в интернете. Таким образом студентам университета нет необходимости тратить деньги на какие-либо учебные материалы.

## Плата за обучение
Для студентов, закрепивших за собой место после 20 января 2024 года, действуют следующие сборы:
1. Регистрационный взнос (Application Fee): Разовый невозвратный взнос в размере $60 при подаче заявки на поступление на программы бакалавриата, младшего специалиста и сертификационные программы. Для программы «Английский как второй язык» (ESL) регистрационный взнос составляет $100.
2. Плата за оценку (Assessment Fee): Взимается по завершении каждого курса за проведение и оценку итогового экзамена или работы.
  - Программы бакалавриата (B.S.) и младшего специалиста (A.S.): $140 за курс.
  - Сертификационные программы: $200 за курс.
  - Программа «Английский как второй язык» (ESL): $130 за курс.

Общая оценочная стоимость получения степени:
- Младший специалист (A.S.) — Бизнес-администрирование, Компьютерные науки, Науки о здоровье (20 курсов): $2,860
- Бакалавр (B.S.) — Бизнес-администрирование, Информатика (40 курсов): $5,660
- Бакалавр (B.S.) — Науки о здоровье (39 курсов): $5,520
- Сертификационные программы и ESL: Общая стоимость варьируется в зависимости от количества пройденных курсов.

Народный университет может принимать оплату в криптовалюте.

## Партнёры

### Калифорнийский университет в Беркли
Партнёрское соглашение с Университетом в Беркли подписано в марте 2016 года. Согласно данному соглашению Университет в Беркли обязуется зачислять на бакалавриат выпускников Народного университета степени младшего специалиста, продемонстрировавших отличные результаты в процессе обучения.

### Проект «Информационное общество» Йельской школы права
В 2009 году Народный университет и Йельская школа права (проект «Информационное общество») официально объявили о запуске совместной информационной исследовательской работы.

### Нью-Йоркский университет
В июне 2011 года Нью-Йоркский университет объявил о заключении партнёрского соглашения с Народным университетом. Согласно данному соглашению студенты Народного университета могут поступить в представительство Нью-Йоркского университета в Абу-Даби, а также могут рассчитывать на получение финансовой поддержки на обучение. Президент Нью-Йоркского университета, Джон Секстон, является председателем Президентского совета, а трое представителей указанного учебного заведения — деканами Народного университета.

### Microsoft4Afrika
Благодаря программе Microsoft4Afrika студенты из Африки могут рассчитывать на финансовую помощь от компании Майкрософт на обучение в Народном университете. Помимо гранта на учёбу, студенты могут в дальнейшем принять участие в таких программах поддержки, как профессиональное обучение от компании Майкрософт, наставничество от сотрудников компании, практику, а также возможность трудоустройства в компании и её офисах по всей Африке. У университета в планах повторить подобное сотрудничество в будущем с другими компаниями.

### Hewlett Packard (HP)
О своём партнёрстве университет и компания Hewlett-Packard объявили в июне 2011 года и открыли виртуальную исследовательскую стажировку для студентов Народного университета в рамках программы HP’s Catalyst Initiative — глобальная сеть консорциумов, объединяющая образовательные учреждения и неправительственные организации.
Кроме этого, компания HP стала первой корпорацией профинансировавшей Стипендиальный фонд для учащихся женщин, тем самым выделив $200,000 на получение степени младшего специалиста 100 студенткам. Также компания пожертвовали $200,000 на общее развитие Народного университета и в компьютеры в учебный центр на Гаити.

### Глобальный альянс ООН по информационно-коммуникационным технологиям и развитию
Работая под руководством Департамента экономических и общественных дел, Глобальный альянс ООН по информационно-коммуникационным технологиям и развитию (англ. GAID) был официально признан генеральным секретарем ООН Кофи Аннаном в 2006 году, учитывая что ИКТ (англ. IKT) сможет эффективно интегрироваться в процессы развития в случае, если Всемирно принятые цели, в том числе из Декларации тысячелетия, будут исполнены в рамках оговорённых сроков. 19 мая 2009 года, Глобальный альянс ООН по информационно-коммуникационным технологиям и развитию объявил о запуске Народного университета, а его президента, Шаи Решефа, назвали высокопоставленным советником Глобального альянса ООН по информационно-коммуникационным технологиям и развитию.

### Глобальная инициатива Клинтонов
Глобальная инициатива Клинтонов (CGI) поддерживает Народный университет по вопросам демократизации высшего образования на Гаити. В августе 2010 года Народный университет был приглашён стать членом Глобальной инициативы Клинтонов (CGI) и объявил о своей поддержке Гаити, согласно которой обязался принять в университет 250 квалифицированных молодых людей, оказав им помощь в доступе к образованию и развитию необходимых для перестраивания своей страны навыков. Данное обязательство было исполнено в мае 2014 года.

### OpenCourseWare consortium (OCW)
Проект OpenCourseWare — это бесплатные и находящиеся в свободном доступе цифровые публикации высокого качества в виде организованных курсов. Консорциум OCW представляет собой сотрудничество более 200 учреждений высшего образования и связанных организаций со всего мира, который основал масштабный и открытый к доступу обучающий материал. Являясь членом OCWC Народный университет укрепляет свою готовность значительно улучшить нынешнюю систему образования через интернет.

### Asal Technologies
Народный университет переместил своё ИТ направление в палестинский город Рамалла в рамках технологического партнёрства с компанией Азал технологии (англ. Asal Technologies) 7 марта 2012 года. Одна из основных причин данного перемещения заключается в том, что Народный университет намерен предоставить не только образовательные возможности, но и рабочие места там где в этом больше всего нуждаются. Палестина — один из таких регионов. С момента открытия центра, часть студенческих сервисов и сервисов финансовой поддержки переместились в город Рамалла. Также народный университет объявил, что на текущий момент рассматривает перемещение значительной части операций бэк-офиса в город Рамалла, тем самым обеспечивая дополнительными рабочими местами.

### Ашока
Ашока является одной из крупнейших организаций, объединяющих социальных предпринимателей со всего мира, из которых 3000 Ашока последователей более чем из 70 стран претворяют в жизнь идеи, изменяющие систему в масштабах всего мира. В рамках признания революционного открытия, в декабре 2009 года президента Народного университета, Шаи Решефа, избрали последователем Ашока. Программа предоставила Решефу профессиональную поддержку, включающую доступ к глобальным контактам 1000 коллег по всему миру.

## Награды
В 2013 году Ассоциация International Student Identity Card (ISIC) MasterCard Worldwide объявили о том, что Народный университет выиграл награду года в номинации «инновационный подход к образовательному процессу». В 2015 году президент Народного университета Шай Решеф занял восьмое место в списке «самых милосердных бизнесменов мира» по номинации журнала Salt. В 2016 году президент Решеф был удостоен награды князя Монако Альбера II за инновации в филантропии.